# Victor-Gustave Cousin
Victor Edmond Gustave Cousin, né le 18 décembre 1835 à Paris où il est mort le 8 juin 1894, est un peintre français.

## Biographie
Victor-Gustave Cousin est le fils d'Élie Lazare Cousin, boulanger et Dorothée Girard.
Élève de François Édouard Picot, il débute au Salon en 1875.
En 1881, il épouse épouse Onésime Marie Delaunay, Louis Émile Benassit est témoin du mariage.
Il meurt à l'âge de 58 ans à son domicile parisien de la rue Labat. Il est inhumé au cimetière du Père Lachaise.